# Middle School Moguls
Middle School Moguls est une série télévisée américaine en une saison, créé par Gina Heitkamp et Jenae Heitkamp et diffusée entre le 2 septembre 2019 et le 29 septembre 2019, sur Nickelodeon.

## Distribution

### Principal
- Valeria (doublée par Laurie Hernandez)[1]
- Winnie (doublée par Daniella Perkins)[1]
- Celeste (exprimé par Jade Pettyjohn)[1]
- Yuna (exprimé par Haley Tju)[1]

### Récurrents
- Wren (exprimé par Tim Gunn)[1]
- Victoria Steele (exprimée par Jane Lynch)[1]
- Josie (doublée par JoJo Siwa)[1]
- Finn (exprimé par Ricardo Hurtado)[1]
- Ethan (exprimé par Alex Wassabi)[1]
- Kheris (exprimé par Kheris Rogers)[1]
- Marci Stern (doublé par Nicole Sullivan)[1]
- Les parents de Winnie (exprimés par Garcelle Beauvais et Sean Patrick Thomas)[1]

## Fiche technique
- Titre original : Middle School Moguls
- Titre français :  Titre français inconnu
- Création : Gina Heitkamp, Jenae Heitkamp
- Réalisation : William Reiss
- Scénario : Gina Heitkamp, Jenae Heitkamp
- Casting : Voir Distribution
- Sociétés de distribution : Nickelodeon
- Pays de production :  États-Unis
- Langue originale : Anglais
- Nombre de saisons : 1[2]
- Nombre d'épisodes : 4[2]
- Durée : 22 minutes
- Dates de première diffusion :
  - États-Unis : 2 septembre 2019

## Épisodes

### Saison 1 (2019)
| № | # | Titre original,               | Code de production, | Dates de première diffusion, | Dates de première diffusion, |
| № | # | Titre original,               | Code de production, | États-Unis                   |                              |
| - | - | ----------------------------- | ------------------- | ---------------------------- | ---------------------------- |
| 1 | 1 | The Making of a Mogul         | 101                 | 2 septembre 2019             |                              |
| 2 | 2 | Mo'gul Money, Mo Problems     | 102                 | 15 septembre 2019            |                              |
| 3 | 3 | Mogulize, and a Side of Fries | 103                 | 22 septembre 2019            |                              |
| 4 | 4 | Mogul on a Mission            | 104                 | 29 septembre 2019            |                              |